# 1309 w polityce

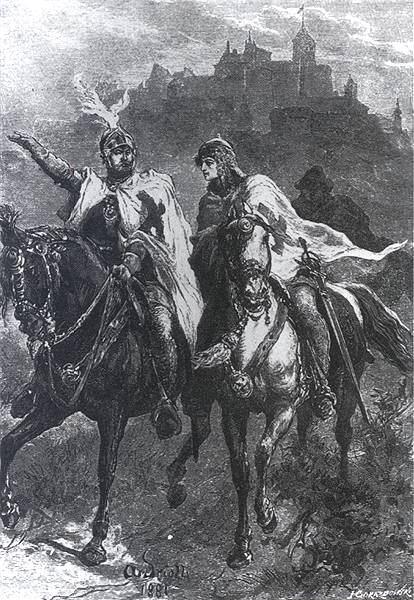
Michał Elwiro Andriolli, Krzyżacy

Wydarzenia polityczne w 1309 roku.

## Wydarzenia
- 12 listopada/13 listopada pacyfikacja Gdańska przez wojska krzyżackie[1]. Zakon przejmuje kontrolę nad Pomorzem Gdańskim, odcinając tym samym jednoczącą się po okresie rozbicia dzielnicowego Polskę od Morza Bałtyckiego na około 150 lat. Wielki mistrz Zygfryd von Feuchtwangen przenosi swoją siedzibę z Wenecji do Malborka.
- Papież Klemens V przeniósł swą siedzibę do Awinionu, początek „niewoli awiniońskiej”[2][3][4][5].
- Krzyżacy zdobyli po wielotygodniowym oblężeniu Świecie, wielki mistrz przeniósł swą siedzibę z Wenecji do Malborka[6].